# 網干町
網干町（あぼしちょう）は、かつて兵庫県に存在していた町である。1946年に姫路市などと合併し消滅した。現在は姫路市網干区となっている。

## 沿革
- 1889年（明治22年）4月1日 町村制施行に伴い、揖東郡新在家村、興濱村、余子濱村、大江島村、揖西郡濱田村が合併し、揖東郡網干町発足。新在家字網干浜687番地に町役場を置いた。
- 1896年（明治29年）4月1日 揖東郡、揖西郡が合併し揖保郡に。
- 1898年（明治31年）2月 町役場を新在家戎濱町366番地に町役場を移転。
- 1914年（大正3年）7月 町役場を新在家586、587、並に興濱26の1番地に町役場を移転。町政廃止まで使用した。
- 1928年（昭和3年） 網干町歌（作詞：北原白秋、作曲：山田耕筰）を制定。
- 1942年（昭和17年）4月1日 揖保郡旭陽村を編入。
- 1946年（昭和21年）3月1日 （旧）姫路市、飾磨市、白浜町、広畑町、余部村、勝原村、大津村とともに姫路市を新設し消滅。

## 行政

### 歴代町長
1. 加藤邦太郎（1889年（明治22年）4月-1894年（明治27年）4月）
2. 中圓尾善左衛門（1894年（明治27年）4月-1895年（明治28年）7月）
3. 加藤邦太郎（1895年（明治28年）8月-1895年（明治28年）12月）
4. 中圓尾善左衛門（1896年（明治29年）9月-1898年（明治31年）6月）
5. 山内武平（1898年（明治31年）8月-1902年（明治35年）9月）
6. 近藤弥五郎（1903年（明治36年）2月-1903年（明治36年）7月）
7. 加藤邦太郎（1903年（明治36年）11月-1905年（明治38年）9月）
8. 中圓尾善左衛門（1905年（明治38年）12月-1907年（明治40年）1月）
9. 中圓尾善左衛門（1907年（明治40年）6月-1908年（明治41年）6月）
10. 奥本傳吉（1908年（明治41年）6月-1927年（昭和2年）11月）
11. 山本真蔵（1929年（昭和4年）4月-1934年（昭和9年）9月）
12. 宮垣幸吉（1934年（昭和9年）9月-1946年（昭和21年）2月）

当時の制度では町長の任期は6年であるが、第2代~第9代まで短期での交代が相次いだ。また町長不在期間も長い時には1年以上に及んでいる。網干町は幕藩時代にその管轄が三分されていた関係から、各村ごとに気風を異にし融和を欠き、これは町政上の一大難関として存在した。